# Amsdorfstraße 1 (Magdeburg)

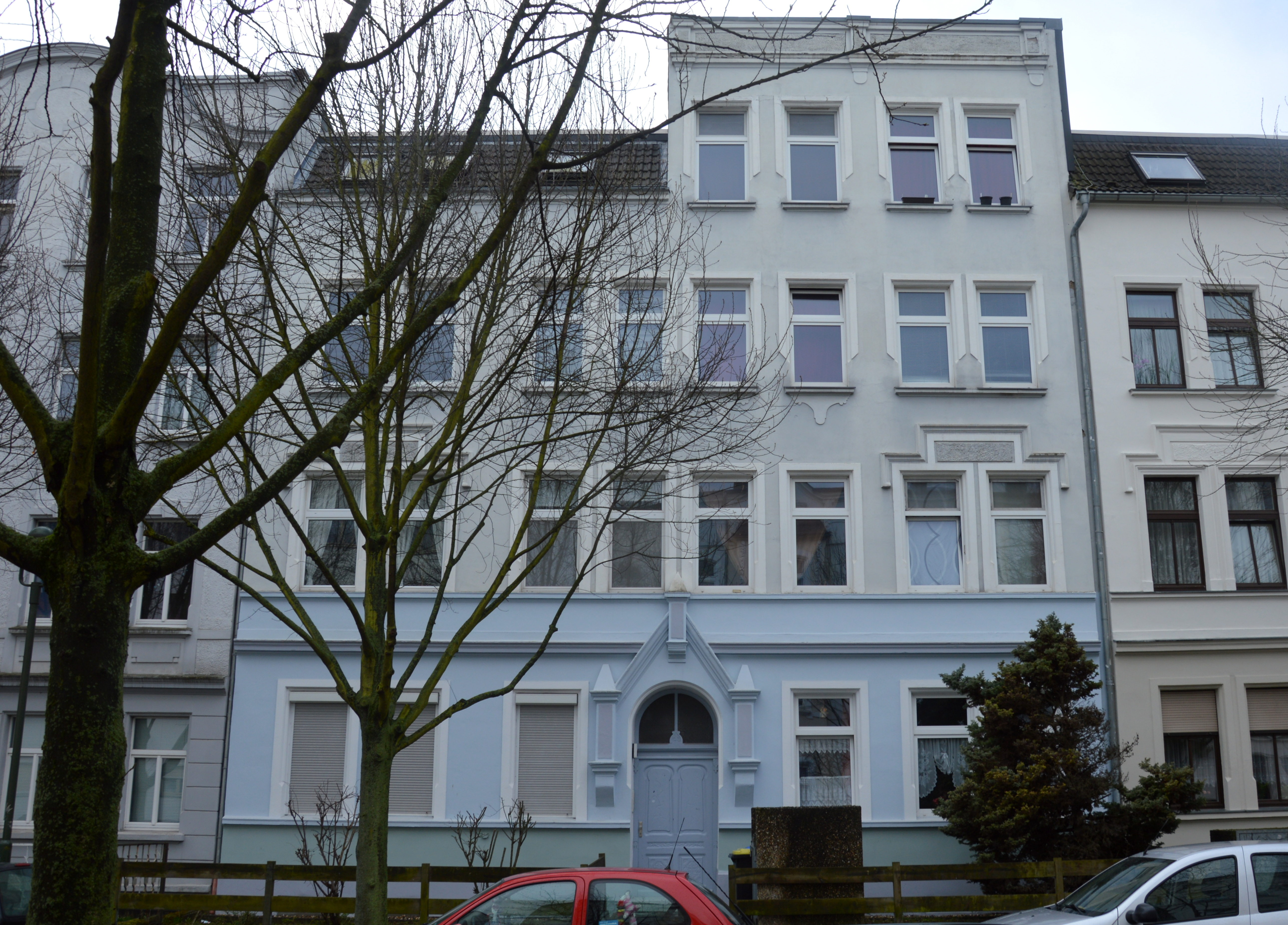
Haus Amsdorfstraße 1

Das Haus Amsdorfstraße 1 ist ein denkmalgeschütztes Wohnhaus in Magdeburg in Sachsen-Anhalt.

## Lage
Es befindet sich auf der Südseite der Amsdorfstraße im Magdeburger Stadtteil Sudenburg. Östlich grenzt das gleichfalls denkmalgeschützte Haus Amsdorfstraße 2 an.

## Architektur und Geschichte
Das drei- bis viergeschossige Wohnhaus entstand in der Zeit um das Jahr 1900. Die verputzte Fassade ist schlicht gestaltet und weist neogotische Elemente auf. Das Gebäude gilt im Ensemble mit dem Nachbarhaus Amsdorfstraße 2, dem gegenüber liegenden Häuserblock Amsdorfstraße 2, Helmstedter Straße 39–41 und der Gemeinschafts- und Ganztagssekundarschule Johann Wolfgang von Goethe als prägend für das Straßenbild.
Im örtlichen Denkmalverzeichnis ist das Wohnhaus unter der Erfassungsnummer 094 81922 als Baudenkmal verzeichnet.